# Anton Drexler
Anton Drexler (Múnic, 1884-1942) va ser un líder polític dels primers temps del nazisme.
Va néixer a Múnic. De jove quan treballava com serraller als ferrocarrils de Baviera, s'uní el 1917 amb 27 col·legues al Partit Alemany de la Pàtria (Deutsche Vaterlandspartei, DVLP) durant la Primera Guerra Mundial, una partit d'ultradreta efímer. El 1918 va publicar «Politisches Erwachen» (Despertament polític) un pamflet antibolxevista i antisemita, al qual descriu el bolxevisme com una frau jueua. El va desenvolupar i el 1919 en va parèixer una nova edició amb títol [traduït]: El meu despertament polític: extrets del diari d'un obrer alemany i socialista que es pot considerar com el primer programa nacionalsocialista.
El 1919 junt amb el periodista Karl Harrer i altres fundà el Partit dels Treballadors Alemanys (Deutsche Arbeiterpartei, DAP). Als seus inicis no era gaire més que «un petit cercle d'homes polititzats i amants de la cervesa que es reunien a una taverna concreta per deixar anar les seves opinions, i amb poca o nul·la voluntat d'acció política real».
L'1 de gener de 1920 Adolf Hitler s'hi va afiliar i va rebre la targeta de partit amb el número 555, signat per Drexler (més tard se'n va publicar una de falisificada amb el número 7) i en pocs mesos va colonitzar el DAP. Segons el que ell mateix va escriure a Mein Kampf, el pamflet de Drexler l'influí en la seva orientació política, però trobava «l'obrer senzill» inepte «per eliminar, amb la més brutal despietat, la resistència que podria sorgir a mesura que la nova idea agafarà volada». El 24 de febrer 1920 es va celebrar una assemblea multitudinària on Hitler presentava els «25 punts» del programa escrit per Drexler, Gottfried Feder i el mateix Hitler. S'hi va decidir canviar el nom pel de Partit nacionalsocialista alemany (Nationalsozialistische Deutsche Arbeiterpartei o NSDAP).
Hitler el juliol 1921 va desplaçar Drexler com a president i li va donar com premi de consolació el títol de president honorari. Quan el NSDAP va ser provisionalment dissolt el 1923, va militar al conglomerat de partits d'ultra dreta Völkisch-socialer Block (Bloc popular i social) i de 1924 a 1928 va ocupar un escó al parlament regional de Baviera. Quan el NSDAP es va recrear el 1925 ja no hi va tenir cap paper. Després de la Machtergreifung el 1933 s'hi afilià de nou. Pel seu paper com a fundador del partit va rebre la distinció honorífica del partit nazi coneguda com a Orde de Sang el 1934. Tanmateix va deixar de tenir cap mena de poder real.
Va morir a l'oblit el 24 de febrer de 1942 a Múnic.